# 簇花芹
簇花芹（学名：學名：）是伞形科阿魏属的植物。其种加词“sibirica”意为“西伯利亚的”。分布在西伯利亚、俄罗斯以及中国大陆的新疆等地，生长于海拔550米的地区，常生长在沙丘及河滩地，目前尚未由人工引种栽培。
现接受名为准噶尔阿魏（Ferula soongarica Pall. ex Schult.， 1820）。